# Chemokiny
Chemokiny, cytokiny chemotaktyczne – występująca u wszystkich kręgowców oraz niektórych wirusów i bakterii, rodzina kilkudziesięciu niskocząsteczkowych białek, należących do cytokin, która odgrywa ważną rolę w wielu procesach chorobowych, ale także w prawidłowym funkcjonowaniu organizmu. W procesach zapalnych, chemokiny są niezbędne, bo poprzez receptory chemokin działają chemotaksyjnie oraz wpływają na migrację komórek układu immunologicznego w tkankach. Działanie fizjologiczne chemokin stwierdzono między innymi w: stymulacji i migracji różnych populacji leukocytów, odporności przeciwzakaźnej, hemo- i limfopoezie, embriogenezie, organogenezie, regulacji apoptozy i angiogenezy.

## Funkcja
Pod względem funkcji, można wyróżnić chemokiny o działaniu:
- prozapalnym
- konstytutywnym, homeostatycznym

Aktywność chemokin związana jest z pobudzeniem specyficznych dla nich receptorów błonowych. Profil ekspresji tych receptorów decyduje o wrażliwości komórek na bodziec chemotaktyczny. Rola chemokin w kreowaniu odpowiedzi immunologicznej stała się przyczyną, dla której włączono tę grupę białek do rodziny cytokin. Podobnie jak cytokiny, chemokiny charakteryzują się plejotropią, czyli zróżnicowaniem oddziaływania w zależności od typu komórki docelowej oraz obecności kofaktorów i modulatorów. Pomimo plejotropowego charakteru swojej aktywności, chemokiny nawet z różnych grup mogą w określonych warunkach wywoływać ten sam efekt w komórce docelowej (redundancja). Aktywność chemokin kontrolowana jest szeregiem pozytywnych i negatywnych sprzężeń zwrotnych, przy czym wzajemnie mogą one działać zarówno antagonistycznie, jak i synergicznie.
Różnorodność efektów wywoływanych przez chemokiny związane ze specyficznym dla siebie receptorem wynika ze zdolności aktywowania szeregów szlaków wewnątrz-cytoplazmatycznych, które kontrolują zarówno zamiany funkcjonalne, jak i morfologiczne odpowiedzialne za migrację komórki, jak również zaangażowane są w kontrolę aktywacji, proliferacji i apoptozy komórki. Chemokiny mogą regulować własną produkcję autokrynnie (wzmagając ekspresję w komórce produkującej), parakrynnie (pobudzając produkcję w bezpośrednim sąsiedztwie komórki produkującej), jak i endokrynnie (oddziałując na komórki znajdujące się w innych narządach). Odchylenia od prawidłowego, fizjologicznego stężenia chemokin związane jest z zaburzeniem procesów hematopoezy i rozwoju narządów limfatycznych selektywną aktywacją i przemieszczaniem się leukocytów (leukocyte trafficking), występowaniem stanów zapalnych, alergii, gojeniem ran, wzrostem nowych naczyń krwionośnych (angiogenezą), rozwojem i przerzutami nowotworów złośliwych.

## Budowa

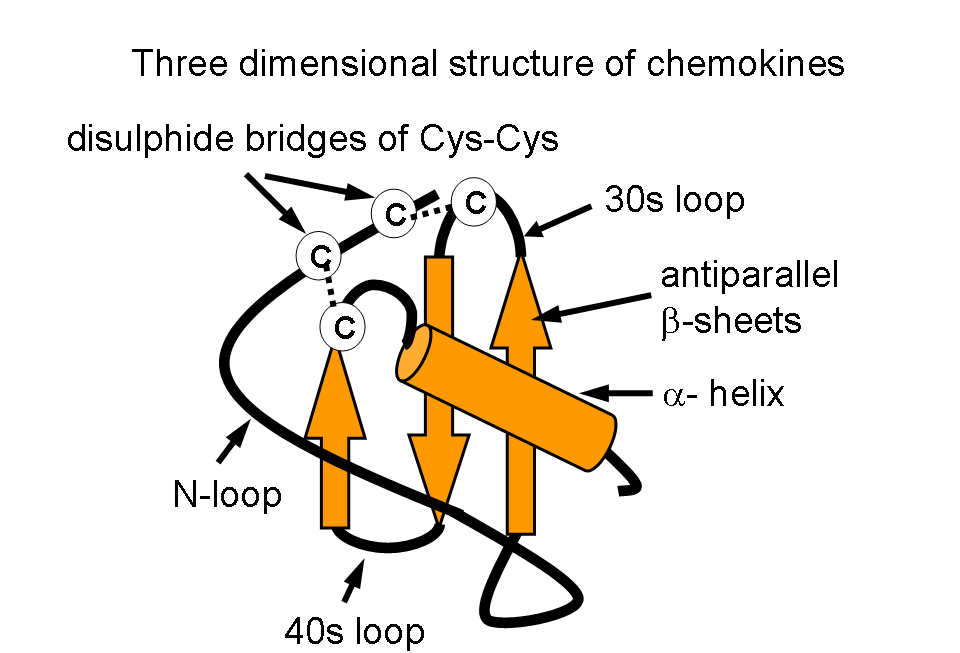
Schemat budowy trzeciorzędowej chemokiny

Chemokiny są rodziną około 50 białek o małej masie cząsteczkowej, między 8 a 12 kDa, zbudowanych z 66–110 aminokwasów.
To budowa wszystkich chemokin, wykazująca charakterystyczne podobieństwa jest podstawą do zaliczenia ich do tej rodziny białek.
Chemokiny wykazują znaczną, bo około 20–50% homologię sekwencji w pierwszorzędowej budowie ich genu i łańcucha aminokwasów.
Odznaczają się także wysoce konserwowaną strukturą trzeciorzędową,
z elastycznym N-terminalnym końcem, który odgrywa rolę w łączeniu się z receptorem, α-helisą przy C-terminalnym końcu i 3 antyparalelne harmonijki β w środku. Kluczowe znaczenie odgrywają stabilizujące cząsteczkę wiązania dwusiarczkowe pomiędzy resztami aminkowasu cysteiny. Łączą one z reguły pierwszą z trzecią i drugą z czwartą cysteiną według kolejności ich występowania w łańcuchu aminokwasowym. Zwykle chemokiny są syntetyzowane jako propeptyd, a początkowy 20-aminokwasowy peptyd sygnałowy jest odcinany przy wydzieleniu chemokiny do przestrzenia pozakomórkowej.
.

## Klasyfikacja i podział
| Schemat strukturalnej klasyfikacjipodrodzin chemokin |        |                                     |                        |         |
| Chemokiny CC                                         |        |                                     |                        |         |
| Nazwa                                                | Gen    | Inne nazwy                          | Receptor               | Uniprot |
| CCL1                                                 | Scya1  | I-309, TCA-3                        | CCR8                   |         |
| CCL2                                                 | Scya2  | MCP-1                               | CCR2                   | P13500  |
| CCL3                                                 | Scya3  | MIP-1α                              | CCR1                   | P10147  |
| CCL4                                                 | Scya4  | MIP-1β                              | CCR1, CCR5             | P13236  |
| CCL5                                                 | Scya5  | RANTES                              | CCR5                   | P13501  |
| CCL6                                                 | Scya6  | C10, MRP-2                          | CCR1                   | P27784  |
| CCL7                                                 | Scya7  | MARC, MCP-3                         | CCR2                   | P80098  |
| CCL8                                                 | Scya8  | MCP-2                               | CCR1, CCR2B, CCR5      | P80075  |
| CCL9/CCL10                                           | Scya9  | MRP-2, CCF18, MIP-1?                | CCR1                   | P51670  |
| CCL11                                                | Scya11 | eotaksyna                           | CCR2, CCR3, CCR5       | P51671  |
| CCL12                                                | Scya12 | MCP-5                               |                        | Q62401  |
| CCL13                                                | Scya13 | MCP-4, NCC-1, Ckβ10                 | CCR2, CCR3, CCR5       | Q99616  |
| CCL14                                                | Scya14 | HCC-1, MCIF, Ckβ1, NCC-2, CCL       | CCR1                   | Q16627  |
| CCL15                                                | Scya15 | leukotaktyna-1, MIP-5, HCC-2, NCC-3 | CCR1, CCR3             | Q16663  |
| CCL16                                                | Scya16 | LEC, NCC-4, LMC, Ckβ12              | CCR1, CCR2, CCR5, CCR8 | O15467  |
| CCL17                                                | Scya17 | TARC, dendrokine, ABCD-2            | CCR4                   | Q92583  |
| CCL18                                                | Scya18 | PARC, DC-CK1, AMAC-1, Ckβ7, MIP-4   |                        | P55774  |
| CCL19                                                | Scya19 | ELC, Exodus-3, Ckβ11                | CCR7                   | Q99731  |
| CCL20                                                | Scya20 | LARC, Exodus-1, Ckβ4                | CCR6                   | P78556  |
| CCL21                                                | Scya21 | SLC, 6Ckine, Exodus-2, Ckβ9, TCA-4  | CCR7                   | O00585  |
| CCL22                                                | Scya22 | MDC, DC/β-CK                        | CCR4                   | O00626  |
| CCL23                                                | Scya23 | MPIF-1, Ckβ8, MIP-3, MPIF-1         | CCR1                   | P55773  |
| CCL24                                                | Scya24 | eotaksyna-2, MPIF-2, Ckβ6           | CCR3                   | O00175  |
| CCL25                                                | Scya25 | TECK, Ckβ15                         | CCR9                   | O15444  |
| CCL26                                                | Scya26 | eotaksyna-3, MIP-4a, IMAC, TSC-1    | CCR3                   | Q9Y258  |
| CCL27                                                | Scya27 | CTACK, ILC, Eskine, PESKY, skinkine | CCR10                  | Q9Y4X3  |
| CCL28                                                | Scya28 | MEC                                 | CCR3, CCR10            | Q9NRJ3  |
| Chemokiny CXC                                        |        |                                     |                        |         |
| Nazwa                                                | Gen    | Inne nazwy                          | Receptor               | Uniprot |
| CXCL1                                                | Scyb1  | Gro-a, GRO1, NAP-3, KC              | CXCR2                  | P09341  |
| CXCL2                                                | Scyb2  | Gro-β, GRO2, MIP-2a                 | CXCR2                  | P19875  |
| CXCL3                                                | Scyb3  | Gro-?, GRO3, MIP-2β                 | CXCR2                  | P19876  |
| CXCL4                                                | Scyb4  | PF-4                                | CXCR3B                 | P02776  |
| CXCL5                                                | Scyb5  | ENA-78                              | CXCR2                  | P42830  |
| CXCL6                                                | Scyb6  | GCP-2                               | CXCR1, CXCR2           | P80162  |
| CXCL7                                                | Scyb7  | NAP-2, CTAPIII, β-Ta, PEP           |                        | P02775  |
| CXCL8                                                | Scyb8  | IL-8, NAP-1, MDNCF, GCP-1           | CXCR1, CXCR2           | P10145  |
| CXCL9                                                | Scyb9  | MIG, CRG-10                         | CXCR3                  | Q07325  |
| CXCL10                                               | Scyb10 | IP-10, CRG-2                        | CXCR3                  | P02778  |
| CXCL11                                               | Scyb11 | I-TAC, β-R1, IP-9                   | CXCR3, CXCR7           | O14625  |
| CXCL12                                               | Scyb12 | SDF-1, PBSF                         | CXCR4, CXCR7           | P48061  |
| CXCL13                                               | Scyb13 | BCA-1, BLC                          | CXCR5                  | O43927  |
| CXCL14                                               | Scyb14 | BRAK, bolekine                      |                        | O95715  |
| CXCL15                                               | Scyb15 | Lungkine, WECHE                     |                        | Q9WVL7  |
| CXCL16                                               | Scyb16 | SRPSOX                              | CXCR6                  | Q9H2A7  |
| CXCL17                                               | VCC-1  | DMC, VCC-1                          |                        | Q6UXB2  |
| Chemokiny C                                          |        |                                     |                        |         |
| Nazwa                                                | Gen    | Inne nazwy                          | Receptor               | Uniprot |
| XCL1                                                 | Scyc1  | limfotaktyna a, SCM-1a, ATAC        | XCR1                   | P47992  |
| XCL2                                                 | Scyc2  | limfotaktyna β, SCM-1β              | XCR1                   | Q9UBD3  |
| Chemokiny CX3C                                       |        |                                     |                        |         |
| Nazwa                                                | Gen    | Inne nazwy                          | Receptor               | Uniprot |
| CX3CL1                                               | Scyd1  | fraktalkina, neurotaktyna, ABCD-3   | CX3CR1                 | P78423  |

Podstawą do klasyfikacji chemokin jest liczba i wzajemne położenie dwóch pierwszych cystein znajdujących się przy końcu łańcucha aminowego.
Wszystkie chemokiny mają przynajmniej 2 cysteiny, a wszystkie oprócz dwóch (XCL1, XCL2) mają przynajmniej cztery cysteiny.
Wyróżnia się 4 główne podrodziny chemokin (w nawiasie nazwy wg dawnej klasyfikacji):
- C, XC (γ-chemokiny)
- CC (β-chemokiny)
  - grupa MIP
  - grupa MCP
- CXC (α-chemokiny)
  - ELR CXC
  - nie-ELR CXC
- CX3C (δ-chemokiny)

Wszystkie te białka wywierają swoje działanie biologiczne przez interakcję ze sprzężonymi z białkiem G przezbłonowymi receptorami, które nazywamy receptorami chemokin i które występują na powierzchni specyficznych komórek efektorowych.
Nomenklatura nazw chemokin i nazw receptorów chemokin wywodzi się bezpośrednio z ich klasyfikacji. Chemokiny uzyskują nazwę po dodaniu do nazwy podrodziny litery L (od Ligand) i kolejnej liczby np. CCL4, a receptory po dodaniu litery R (od Receptor) i kolejnej liczby np. CXCR2.

## Geneza nazwy
Nazwa chemokiny pochodzi od angielskich słów chemoattractant cytokines („cytokiny chemowabiące”) i nawiązuje do ich pierwotnie opisanej funkcji chemoatraktantów.

## Historia
Termin „chemokiny” został wprowadzony w 1992 r. podczas Trzeciego Sympozjum Cytokin Chemotaktycznych.
Trwające badania stale prowadzą do odkrywania nowych chemokin, a także ich nowych możliwości oddziaływania i funkcji biologicznych.
Wyodrębnia się chemokiny konstytutywne, odpowiedzialne za utrzymanie homeostazy i chemokiny zapalne, powstające w wyniku infekcji lub stanu zapalnego.